# Biblioteca Gratuita del Condado de Marin

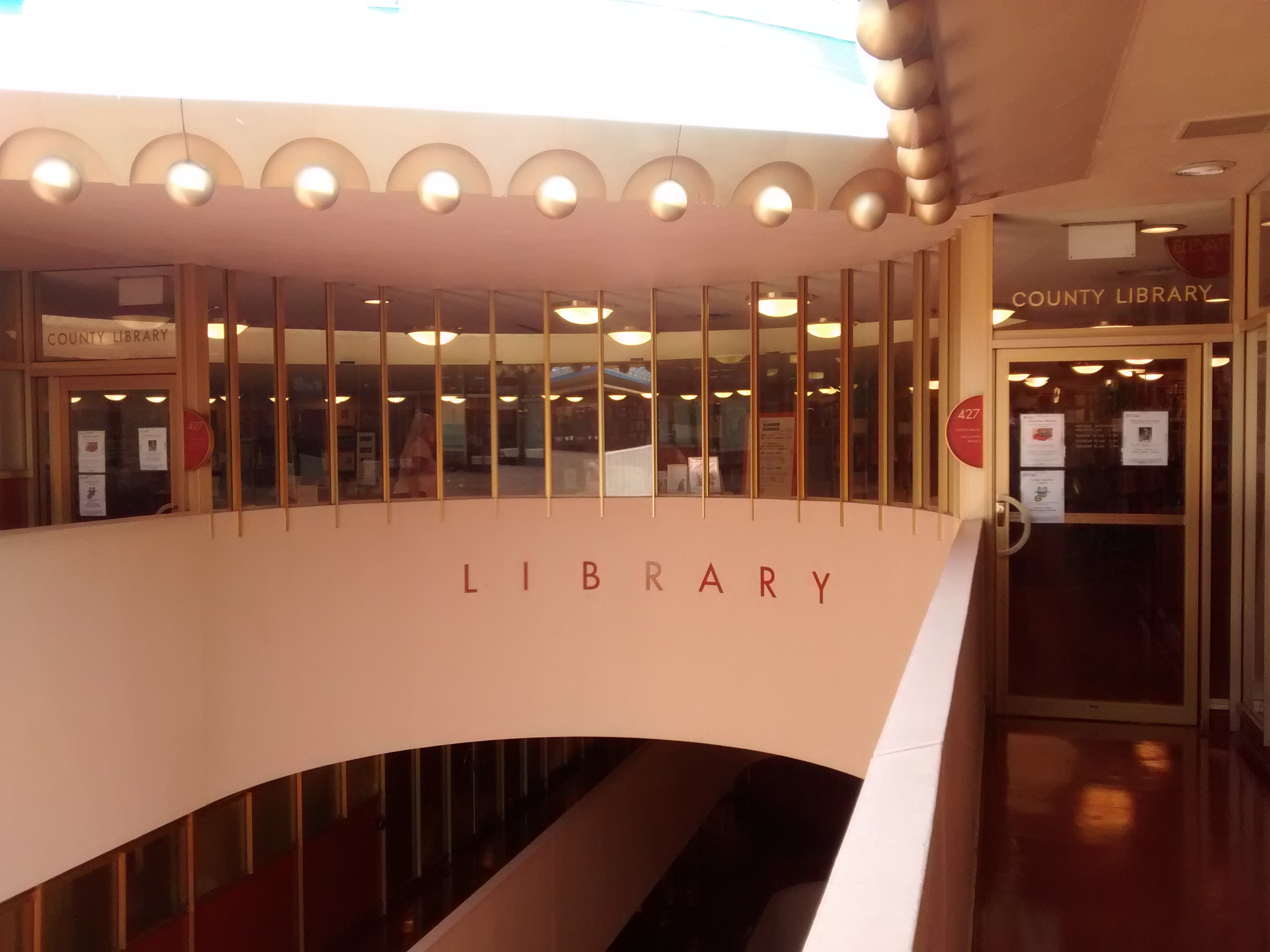
Sucursal Centro Cívico, Ubicada en el cuarto piso del Centro Cívico del Condado de Marin

La Biblioteca Gratuita del Condado de Marin (Marin County Free Library) es el sistema de bibliotecas del condado de Marin, California, Estados Unidos. Tiene su sede en San Rafael, California. El sistema tiene sucursales.

## Bibliotecas
- Bolinas (área no incorporada)
- Centro Cívico[1] (Civic Center, San Rafael)
- Corte Madera (Corte Madera)
- Fairfax (Fairfax)
- Inverness (área no incorporada)
- Marin City (Marin City, área no incorporada)
- Novato (Novato)
- Point Reyes (área no incorporada)
- Novato del Sur[1] (South Novato, área no incorporada)
- Stinson Beach (área no incorporada)